# Сефтра
Сефтра (устар. Севтра) — река в России, протекает по Верхнетоемскому району Архангельской области. Устье реки находится в 488 км по правому берегу реки Северная Двина. Длина реки составляет 86 км, площадь водосборного бассейна — 416 км².

## Притоки
- В 12 км от устья, по левому берегу реки впадает река Коргова[2][4].
- В 18 км от устья, по левому берегу реки впадает река Жаровая.
- В 25 км от устья, по левому берегу реки впадает река Избная.
- В 28 км от устья, по левому берегу реки впадает река Халуиха.

## Данные водного реестра
По данным государственного водного реестра России относится к Двинско-Печорскому бассейновому округу, водохозяйственный участок реки — Северная Двина от впадения реки Вычегда до впадения реки Вага, речной подбассейн реки — Северная Двина ниже места слияния Вычегды и Малой Северной Двины. Речной бассейн реки — Северная Двина.
Код объекта в государственном водном реестре — 03020300112103000027241.